# 洪智育
洪智育（Hung Chih-yu，1968年3月10日—）。台灣導演。洪智育生於台灣高雄市，畢業於高雄中學、世界新聞專科學校廣播電視科（世新大學廣播電視電影學系）。求學期間師從已故著名影評人王菲林與現今已是紀錄片大師級導演吳乙峰研讀電影理論。於1990年完成第一部劇情短片《凋蓮》，同年於野百合學運時期完成紀錄片《憤怒的野百合》與紀錄片《傷口．歷史》。1990年，以《傷口．歷史》獲取其第1座金穗獎，隔年以《凋蓮》獲取第2座金穗獎。2008年，在台灣戰爭片電影《一八九五》中從事導演職務。

## 電影作品
| 年份   | 電影/紀錄片名稱  |
| ------ | ---------------- |
| 1990年 | 《凋蓮》         |
| 1990年 | 《傷口．歷史》   |
| 1990年 | 《憤怒的野百合》 |
| 2000年 | 《純屬意外》     |
| 2008年 | 《一八九五》     |
| 2016年 | 《鬥艷》         |

## 電視劇作品
| 年份   | 節目名稱                        | 電視台     |
| ------ | ------------------------------- | ---------- |
| 2001年 | 《吐司男之吻Ⅱ愛情本事》第1至6集 | 華視       |
| 2004年 | 《聽不到的戀人》                | 華視       |
| 2010年 | 《就是要香戀》                  | 中視、TVBS |
| 2011年 | 《33故事館》                    | 超視       |
| 2014年 | 《半熟戀人》                    |            |

## 外部連結
- 洪智育在香港影庫上的簡介